# Leonor Carneiro
Leonor Carneiro (Ponte da Barca, 18 de Maio de 1978) é uma atleta fundista portuguesa.
Começou a sua carreira atlética em 1998 no Boavista Futebol Clube, onde esteve até 2006, desde então o seu clube é o Maratona Clube de Portugal.

## Palmarés
Na corrida curta do Campeonato Mundial de Corta-Mato de 2005, em Saint-Galmier, França ficou na 73ª posição.
Ganhou a medalha de ouro, por equipas, no Campeonato da Europa de Corta-Mato de 2006, em San Giorgio su Legnano, Itália, tendo individualmente ficado na 11ª posição.
Na corrida longa do Campeonato Mundial de Corta-Mato de 2006, em Fukuoka, Japão ficou na 61ª posição.
No Campeonato Europeu de Corta-Mato de 2007 em Toro, Espanha ficou na em 28ª posição.
No Campeonato Mundial de Corta-Mato de 2008, em Edimburgo, Reino Unido ficou no 37º lugar.

## Recordes pessoais
5000 metros - 15:38.43 (2007)

10000 metros - 33:08.01 (2006)

Meia Maratona - 1:13:05 (2006)

Maratona - 2:31:41 (2007)